# Eselmühle (Albstadt)
Die Eselmühle ist ein Wohnplatz der Gemeinde Albstadt im baden-württembergischen Zollernalbkreis. Die Einzelsiedlung liegt circa zwei Kilometer südöstlich von Ebingen, in der Nähe der Ehestetter Mühle, und ist über die Bundesstraße 463 zu erreichen.
Der Ort kam als Teil der damals selbständigen Gemeinde Ebingen am 1. Januar 1975 zur neu gegründeten Gemeinde Albstadt.